# Wakonda (Dakota del Sur)
Wakonda es un pueblo ubicado en el condado de Clay en el estado estadounidense de Dakota del Sur. En el censo de 2010 tenía una población de 321 habitantes y una densidad poblacional de 321,08 personas por km².

## Geografía
Wakonda se encuentra ubicado en las coordenadas 43°0′29″N 97°6′22″O / 43.00806, -97.10611. Según la Oficina del Censo de los Estados Unidos, Wakonda tiene una superficie total de 1 km², de la cual 1 km² corresponden a tierra firme y (0%) 0 km² es agua.

## Demografía
Según el censo de 2010, había 321 personas residiendo en Wakonda. La densidad de población era de 321,08 hab./km². De los 321 habitantes, Wakonda estaba compuesto por el 98.44% blancos, el 0.31% eran afroamericanos, el 0% eran amerindios, el 0% eran asiáticos, el 0% eran isleños del Pacífico, el 1.25% eran de otras razas y el 0% pertenecían a dos o más razas. Del total de la población el 1.25% eran hispanos o latinos de cualquier raza.